# Premi BAFTA 2022
La 75ª edizione dei premi BAFTA, conferiti dalla British Academy of Film and Television Arts alle migliori produzioni cinematografiche del 2021, si è tenuta il 13 marzo 2022 alla Royal Albert Hall di Londra.
Le candidature sono state annunciate il 3 febbraio 2022. Il film che ne ottiene il maggior numero è Dune con undici.

## Vincitori e candidati

### Miglior film
- Il potere del cane (The Power of the Dog), regia di Jane Campion
- Belfast, regia di Kenneth Branagh
- Don't Look Up, regia di Adam McKay
- Dune (Dune: Part One), regia di Denis Villeneuve
- Licorice Pizza, regia di Paul Thomas Anderson

### Miglior film britannico
- Belfast, regia di Kenneth Branagh
- After Love, regia di Aleem Khan
- Ali & Ava, regia di Clio Barnard
- Boiling Point - Il disastro è servito (Boiling Point), regia di Philip Barantini
- Cyrano, regia di Joe Wright
- Tutti parlano di Jamie (Everybody's Talking About Jamie), regia di Jonathan Butterell
- House of Gucci, regia di Ridley Scott
- No Time to Die, regia di Cary Fukunaga
- Due donne - Passing (Passing), regia di Rebecca Hall
- Ultima notte a Soho (Last Night in Soho), regia di Edgar Wright

### Miglior debutto di un regista, sceneggiatore o produttore britannico
- Jeymes Samuel (regista, sceneggiatore) - The Harder They Fall
- Aleem Khan (regista, sceneggiatore) - After Love
- James Cummings (sceneggiatore) e Hester Ruoff (produttrice) - Boiling Point - Il disastro è servito (Boiling Point)
- Posy Dixon (regista, sceneggiatore) e Liv Proctor (produttore) - Keyboard Fantasies
- Rebecca Hall (regista, sceneggiatore) - Due donne - Passing (Passing)

### Miglior film in lingua straniera
- Drive My Car (Doraibu mai kā), regia di Ryūsuke Hamaguchi (Giappone)
- È stata la mano di Dio, regia di Paolo Sorrentino (Italia)
- Madres paralelas, regia di Pedro Almodóvar (Spagna)
- La persona peggiore del mondo (Verdens verste menneske), regia di Joachim Trier (Norvegia - Francia - Svezia - Danimarca)
- Petite Maman, regia di Céline Sciamma (Francia)

### Miglior documentario
- Summer of Soul (...Or, When the Revolution Could Not Be Televised), regia di Ahmir "Questlove" Thompson
- Becoming Cousteau, regia di Liz Garbus e Dan Cogan
- Cow, regia di Andrea Arnold e Kat Mansoor
- Flee (Flugt), regia di Jonas Poher Rasmussen e Monica Hellström
- The Rescue, regia di Elizabeth Chai Vasarhelyi, Jimmy Chin, John Battsek e P. J. van Sandwijk

### Miglior film d'animazione
- Encanto, regia di Byron Howard e Jared Bush
- Flee (Flugt), regia di Jonas Poher Rasmussen
- Luca, regia di Enrico Casarosa
- I Mitchell contro le macchine (The Mitchells vs the Machines), regia di Mike Rianda e Jeff Rowe

### Miglior regista
- Jane Campion – Il potere del cane (The Power of the Dog)
- Aleem Khan - After Love
- Ryūsuke Hamaguchi – Drive My Car
- Audrey Diwan – La scelta di Anne - L'Événement (L'Événement)
- Paul Thomas Anderson – Licorice Pizza
- Julia Ducournau – Titane

### Miglior sceneggiatura originale
- Paul Thomas Anderson - Licorice Pizza
- Aaron Sorkin - A proposito dei Ricardo (Being the Ricardos)
- Kenneth Branagh – Belfast
- Adam McKay – Don't Look Up
- Zach Baylin – Una famiglia vincente - King Richard (King Richard)

### Miglior sceneggiatura non originale
- Sian Heder - I segni del cuore (CODA), basato sul film La famiglia Bélier, diretto da Éric Lartigau
- Takamasa Ōe e Ryūsuke Hamaguchi - Drive My Car, basato sull'omonimo racconto di Haruki Murakami
- Eric Roth, Denis Villeneuve e Jon Spaihts – Dune, basato sull'omonimo romanzo di Frank Herbert
- Maggie Gyllenhaal - La figlia oscura (The Lost Daughter), basato sull'omonimo romanzo di Elena Ferrante
- Jane Campion - Il potere del cane (The Power of the Dog), basato sull'omonimo romanzo di Thomas Savage

### Miglior attrice protagonista
- Joanna Scanlan - After Love
- Lady Gaga - House of Gucci
- Alana Haim - Licorice Pizza
- Emilia Jones - I segni del cuore (CODA)
- Renate Reinsve -  La persona peggiore del mondo (Verdens verste menneske)
- Tessa Thompson - Passing

### Miglior attore protagonista
- Will Smith – Una famiglia vincente - King Richard (King Richard)
- Adeel Akhtar – Ali & Ava
- Mahershala Ali – Il canto del cigno (Swan Song)
- Benedict Cumberbatch – Il potere del cane (The Power of the Dog)
- Leonardo DiCaprio – Don't Look Up
- Stephen Graham – Boiling Point - Il disastro è servito (Boiling Point)

### Miglior attrice non protagonista
- Ariana DeBose – West Side Story
- Caitríona Balfe – Belfast
- Jessie Buckley – La figlia oscura (The Lost Daughter)
- Ann Dowd – Mass
- Aunjanue Ellis – Una famiglia vincente - King Richard (King Richard)
- Ruth Negga – Due donne - Passing (Passing)

### Miglior attore non protagonista
- Troy Kotsur – I segni del cuore (CODA)
- Ciarán Hinds – Belfast
- Mike Faist – West Side Story
- Woody Norman – C'mon C'mon
- Jesse Plemons – Il potere del cane (The Power of the Dog)
- Kodi Smit-McPhee – Il potere del cane (The Power of the Dog)

### Miglior colonna sonora
- Hans Zimmer – Dune
- Daniel Pemberton – A proposito dei Ricardo (Being the Ricardos)
- Nicholas Britell – Don't Look Up
- Alexandre Desplat – The French Dispatch of the Liberty, Kansas Evening Sun
- Jonny Greenwood – Il potere del cane (The Power of the Dog)

### Miglior casting
- West Side Story, regia di Steven Spielberg
- Boiling Point - Il disastro è servito (Boiling Point), regia di Philip Barantini
- Dune, regia di Denis Villeneuve
- È stata la mano di Dio (The Hand of God), regia di Paolo Sorrentino
- Una famiglia vincente - King Richard (King Richard), regia di Reinaldo Marcus Green

### Miglior fotografia
- Greig Fraser – Dune
- Dan Laustsen – La fiera delle illusioni - Nightmare Alley (Nightmare Alley)
- Linus Sandgren – No Time to Die
- Ari Wegner – Il potere del cane (The Power of the Dog)
- Bruno Delbonnel – Macbeth (The Tragedy of Macbeth)

### Miglior montaggio
- Tom Cross e Elliot Graham – No Time to Die
- Úna Ní Dhonghaíle – Belfast
- Hank Corwin – Don't Look Up
- Andy Jurgensen – Licorice Pizza
- Joshua L. Pearson – Summer of Soul

### Miglior scenografia
- Patrice Vermette – Dune
- Sarah Greenwood – Cyrano
- Adam Stockhausen – The French Dispatch of the Liberty, Kansas Evening Sun
- Tamara Deverell – La fiera delle illusioni - Nightmare Alley (Nightmare Alley)
- Adam Stockhausen – West Side Story

### Migliori costumi
- Jenny Beavan – Crudelia (Cruella)
- Massimo Cantini Parrini – Cyrano
- Bob Morgan e Jacqueline West – Dune
- Milena Canonero – The French Dispatch of the Liberty, Kansas Evening Sun
- Luis Sequeira – La fiera delle illusioni - Nightmare Alley (Nightmare Alley)

### Miglior trucco e acconciatura
- Linda Dowds, Stephanie Ingram e Justin Raleigh - Gli occhi di Tammy Faye
- Naomi Donne e Nadia Stacey - Crudelia (Cruella)
- Alessandro Bertolazzi e Siân Miller - Cyrano
- Love Larson e Donald Mowat - Dune
- Frederic Aspiras, Jane Carboni, Giuliano Mariana e Sarah Nicole Tanno - House of Gucci

### Miglior sonoro
- Mac Ruth, Mark Mangini, Doug Hemphill, Theo Green e Ron Bartlett - Dune

- Colin Nicolson, Julian Slater, Tim Cavagin, Dan Morgan - Ultima notte a Soho (Last Night in Soho)

- James Harrison, Simon Hayes, Paul Massey, Oliver Tarney e Mark Taylor - No Time to Die

- Erik Aadahl, Michael Barosky, Brandon Proctor e Ethan Van Der Ryn - A Quiet Place II (A Quiet Place: Part II)

- Brian Chumney, Tod Maitland, Andy Nelson e Gary Rydstrom - West Side Story

### Miglior effetti speciali
- Brian Connor, Paul Lambert, Tristan Myles e Gerd Nefzer - Dune

- Swen Gillberg, Bryan Grill, Nikos Kalaitzidis, Daniel Sudick – Free Guy - Eroe per gioco (Free Guy)

- Aharon Bourland, Sheena Duggal, Pier Lefebvre e Alessandro Ongaro – Ghostbusters: Legacy (Ghostbusters: Afterlife)

- Tom Debenham, Huw J Evans, Dan Glass e J. D. Schwalm – Matrix Resurrections (The Matrix Resurrections)

- Mark Bakowski, Chris Corbould, Joel Green e Charlie Noble – No Time to Die

### Miglior cortometraggio animato
- Do Not Feed The Pigeons
- Affairs of the Arts
- The Night of the Living Dreads

### Miglior cortometraggio
- The Black Cop
- Femme
- The Palace
- Stuffed
- The Tunnel

### Miglior stella emergente
- Lashana Lynch

- Ariana DeBose
- Harris Dickinson
- Millicent Simmonds
- Kodi Smit-McPhee